# Donovan Carrillo
Donovan Daniel Carrillo Suazo (León, 17 novembre 1999) è un pattinatore artistico su ghiaccio messicano. Ha vinto sei volte il Campionato nazionale messicano.

## Carriera
Carrillo ha praticato tuffi e ginnastica ma, dopo aver visto sua sorella pattinare, ha deciso di dedicarsi al pattinaggio. Quando aveva 13 anni è stato costretto a lasciare la sua casa e la sua famiglia e a trasferirsi con il suo allenatore da Guadalajara a León perché la pista su cui si allenava aveva chiuso. Carrillo è il primo pattinatore che ha atterrato un salto quadruplo in una competizione internazionale. Nel 2022 Carrillo è diventato il primo pattinatore messicano in trent'anni a partecipare ai Giochi olimpici, e il primo in assoluto a qualificarsi per il programma libero. Il mese successivo ha dovuto rinunciare a partecipare al Campionato del mondo perché il suo bagaglio, compresi i suoi pattini, non è arrivato in tempo alla sede della competizione. Il suo allenatore è Gregorio Nuñez.

## Palmarès
| Internazionali: Senior                       | Internazionali: Senior | Internazionali: Senior | Internazionali: Senior | Internazionali: Senior | Internazionali: Senior | Internazionali: Senior | Internazionali: Senior | Internazionali: Senior | Internazionali: Senior | Internazionali: Senior | Internazionali: Senior | Internazionali: Senior |
| Evento                                       | 2013–14                | 2014–15                | 2015–16                | 2016–17                | 2017-18                | 2018-19                | 2019-20                | 2020-21                | 2021-22                | 2022-23                | 2023-24                | 2024-25                |
| -------------------------------------------- | ---------------------- | ---------------------- | ---------------------- | ---------------------- | ---------------------- | ---------------------- | ---------------------- | ---------------------- | ---------------------- | ---------------------- | ---------------------- | ---------------------- |
| Giochi olimpici invernali                    |                        |                        |                        |                        |                        |                        |                        |                        | 22°                    |                        |                        |                        |
| Campionati mondiali                          |                        |                        |                        |                        | 22°                    | 33°                    | C                      | 20°                    | R                      |                        | 15°                    | 27°                    |
| Quattro continenti                           |                        |                        |                        |                        | 18°                    | 17°                    | 15°                    | C                      | R                      |                        | 15°                    | 11°                    |
| GP Skate America                             |                        |                        |                        |                        |                        |                        |                        |                        |                        | 12°                    |                        | 12°                    |
| CS Autumn Classic International              |                        |                        |                        |                        |                        |                        |                        |                        |                        |                        | 11°                    |                        |
| CS Finlandia Trophy                          |                        |                        |                        |                        |                        |                        |                        |                        | 15°                    |                        |                        |                        |
| CS Golden Spin                               |                        |                        |                        |                        |                        |                        | 17°                    |                        | R                      |                        |                        |                        |
| CS Nebelhorn Trophy                          |                        |                        |                        |                        | 14°                    |                        |                        |                        |                        |                        |                        |                        |
| CS U.S. Classic                              |                        |                        |                        |                        |                        |                        |                        |                        | 5°                     | 8°                     |                        |                        |
| Asian Open                                   |                        |                        |                        |                        |                        |                        |                        |                        |                        |                        |                        | 6°                     |
| Bavarian open                                |                        |                        |                        |                        |                        |                        |                        |                        |                        |                        |                        | 2º                     |
| Challenge Cup                                |                        |                        |                        |                        |                        |                        | 10°                    | 9°                     |                        |                        |                        | 2º                     |
| Cranberry Cup                                |                        |                        |                        |                        |                        |                        |                        |                        | 9°                     |                        | 5°                     |                        |
| NRW Trophy                                   |                        |                        |                        |                        |                        |                        |                        |                        |                        |                        | 2º                     | 2º                     |
| Tayside Trophy                               |                        |                        |                        |                        |                        |                        |                        |                        |                        |                        | 2º                     |                        |
| Philadelphia international                   |                        |                        |                        |                        | 9°                     |                        | 2º                     |                        |                        |                        |                        |                        |
| Internazionali: Junior                       |                        |                        |                        |                        |                        |                        |                        |                        |                        |                        |                        |                        |
| Evento                                       | 2013–14                | 2014–15                | 2015–16                | 2016–17                | 2017-18                | 2018-19                | 2019-20                | 2020-21                | 2021-22                | 2022-23                | 2023-24                | 2024-25                |
| Mondiali Junior                              |                        |                        |                        | 27°                    | 21°                    |                        |                        |                        |                        |                        |                        |                        |
| JGP Australia                                |                        |                        |                        |                        | 7°                     |                        |                        |                        |                        |                        |                        |                        |
| JGP Germania                                 |                        | 22°                    |                        | 9°                     |                        |                        |                        |                        |                        |                        |                        |                        |
| JGP Giappone                                 |                        |                        |                        | 13°                    |                        |                        |                        |                        |                        |                        |                        |                        |
| JGP Messico                                  | 15°                    |                        |                        |                        |                        |                        |                        |                        |                        |                        |                        |                        |
| JGP Repubblica Ceca                          |                        | 21°                    |                        |                        |                        |                        |                        |                        |                        |                        |                        |                        |
| JGP Slovacchia                               |                        |                        |                        |                        |                        | 11°                    |                        |                        |                        |                        |                        |                        |
| Santa Claus Cup                              |                        |                        | 8°                     |                        |                        |                        |                        |                        |                        |                        |                        |                        |
| Nazionali                                    |                        |                        |                        |                        |                        |                        |                        |                        |                        |                        |                        |                        |
| Campionati messicani                         |                        | 1º J                   |                        |                        | 1º                     | 1º                     | 1º                     |                        | 1º                     | 1º                     | 1º                     | 1º                     |
| Categoria: J = Junior; C = evento cancellato |                        |                        |                        |                        |                        |                        |                        |                        |                        |                        |                        |                        |